# 알고있지만,
《알고 있지만,》은 2021년 6월 19일부터 2021년 8월 21일까지 방송된 JTBC 토요드라마이다.

## 기획 의도
사랑은 못 믿어도 연애는 하고 싶은 여자 유나비와 연애는 성가셔도 썸은 타고 싶은 남자 박재언의 하이퍼리얼리즘 로맨스를 그린 드라마.

## 등장인물

### 주요 인물
- 한소희 : 유나비 역 - 사랑은 못 믿어도 연애는 하고 싶은 여자, 빛나의 절친. 현우의 전 여자친구. 재언의 연인.
- 송강 : 박재언 역 - 연애는 성가셔도 썸은 타고 싶은 남자, 설아의 옛연인. 나비의 연인.
- 채종협 : 양도혁 역 - 짝사랑 말고 진짜 연애를 해보고싶은 남자
- 이열음 : 윤설아 역 - 재언의 중학교 동창이자 전 여자친구
- 양혜지 : 오빛나 역 - 나비의 절친, 학생회. 규현의 연인.

### 조소과 사람들
- 김민귀 : 남규현 역 - 빛나의 절친, 학생회. 과 동기이자 같은 학생회인 빛나와 절친한 사이. 현재는 빛나의 남자친구
- 이호정 : 윤솔 역 - 나비의 절친, 학생회 지완의 중고등학교 동창이자 같은 과 동기.
- 윤서아 : 서지완 역 - 빛나의 절친, 학생회. 솔과는 극과 극일 정도로 감성적이며 솔직한 기분 파.
- 정재광 : 안경준 역 - 조소과 조교, 나비와 재언의 조소과 선배이자 대학원생.

### 그 외 인물
- 한으뜸 : 민영 역
- 윤사봉 : 유정숙 역 - 나비의 이모
- 이정하 : 김은한 역 - 나비의 대학 후배
- 유지현 : 윤지 역
- 김무준 : 유세훈 역
- 무정 : 구급대원 역
- 무정 : 다른 여자 역
- 무정 : 경찰 역
- 최지영 : 남규현 소캐팅녀 역
- 손보승 : 민상 역 - 나비의 대학 선배
- 이승협 : 정주혁 역 - 카페에서 솔과 부딪힌 남자
- 서혜원 : 장세영 역
- 이태희 : 성윤 역
- 서정연 : 오민화 역
- 진수현 : 유정란 역
- 이혜원 : 양도연 역
- 무정 : 교수 역

### 특별출연
- 최성재 : 유현우 역 - 나비의 전 남자친구 (1회)
- 김용구 : 전 여자친구 오빠 역 (5회)
- 고원희 : 재언에게 말을 거는 여자 역 (6회)

## 시청률
최저 시청률과 최고 시청률은 시청률 조사회사와 지역별로 시청률에 차이가 있을 수 있습니다.
| 2021년 | 2021년   | 2021년                          | 2021년         |
| 회차   | 방송일   | 부제                            | AGB 시청률     |
| 회차   | 방송일   | 부제                            | 대한민국(전국) |
| ------ | -------- | ------------------------------- | -------------- |
| 제1회  | 6월 19일 | 운명 따위 없다는 걸 알고있지만, | 2.207%         |
| 제2회  | 6월 26일 | 나만이 아닌걸 알고있지만,       | 1.253%         |
| 제3회  | 7월 3일  | 이미 시작돼버린 걸 알고있지만,  | 1.173%         |
| 제4회  | 7월 10일 | 사랑은 아니란 걸 알고있지만,    | 1.714%         |
| 제5회  | 7월 17일 | 변하는 건 없다는 걸 알고있지만, | 1.446%         |
| 제6회  | 7월 24일 | 사랑 따위 없다는 걸 알고있지만, | 1.309%         |
| 제7회  | 7월 31일 | 돌이킬 수 없다는 걸 알고있지만, | 1.457%         |
| 제8회  | 8월 7일  | 거짓말이란 걸 알고있지만,       | 0.994%         |
| 제9회  | 8월 14일 | 이미 끝이라는 걸 알고있지만,    | 1.437%         |
| 제10회 | 8월 21일 | 알고있지만, 그럼에도 불구하고   | 1.744%         |

## 같이 보기
- 대한민국의 텔레비전 드라마 목록 (ㅇ)
- 2021년 대한민국의 텔레비전 드라마 목록